# Looker River
Der Looker River ist ein Fluss im Südwesten des australischen Bundesstaates Tasmanien. 

## Geografie
Der fast zehn Kilometer lange Looker River entspringt rund sechs Kilometer nördlich des Mount McCall in der West Coast Range. Von dort fließt er nach Osten und mündet am Südwestrand der Engineer Range in den Andrew River.